# Молоховець Олена Іванівна
Олена Іванівна Молоховець (урод. Бурман; 28 квітня (10 травня) 1831, Архангельськ, Російська імперія — 11 грудня 1918, Петроград, РРФСР) — класик російської кулінарної літератури, автор знаменитої книги «Подарунок молодим господиням, або Засіб до зменшення витрат у домашньому господарстві» (1861), приготування різних страв.

## Біографія
Олена Молоховець народилася в сім'ї архангельського чиновника, статського радника Івана Єрмолаєвича Бурмана та його дружини Катерини Дмитрівни. Рано залишившись без батьків, вона вступила до Смольного інституту для шляхетних дівчат у Санкт-Петербурзі. Після закінчення навчання у 1848 році повернулася до Архангельська. Вийшла заміж за архітектора Франца Молоховця, разом із яким переїхала до Курська. Тут у 1861 вийшло перше видання її знаменитої кулінарної книги..
У 1866 році Молоховець із сім'єю переїхала до Санкт-Петербурга, де захопилася ідеями спіритизму та православного містицизму та написала кілька книг на ці теми. Олена Молоховець пережила чоловіка (помер у 1889 році) та вісьмох із десяти своїх дітей. Вона померла 11 грудня 1918 року від паралічу серця (серцевої недостатності). Похована 15 грудня 1918 року у Петрограді.

## Творчість
1861 року в Курську вийшло перше видання книги Молоховець «Подарунок молодим господиням, або Засіб для зменшення витрат у домашньому господарстві». Вона була збіркою близько 1500 рецептів (в останніх виданнях їх кількість зросла до 4500). У передмові Молоховець писала: «Кухня є також у своєму роді наука, яка без керівництва і якщо не можна виключно присвятити їй кілька часів, набувається не роками, але десятками років досвідченості, а цей десяток років недосвідченості іноді дуже дорого обходиться, особливо молодому подружжю. <…> Цю книжку уклала я винятково для молодих господинь, щоб надати їм випадок без власної досвідченості та за короткий час здобути поняття про господарство загалом і щоб тим заохотити їх зайнятися господарством». За життя автора книга витримала 29 видань, загальний тираж яких становив близько 300 тис. примірників. Книга була настільки популярною, що спричинила цілу низку підробок.
Олена Молоховець написала також такі книжки, як «Голос російської жінки, з приводу державного і духовно-релігійно-морального відродження Росії», «На захист православно-російської сім'ї», «Монархізм, націоналізм та православ'я» та ін.

## Рецепція
Где ты, писательница малосольная,
Молоховец, холуйка малохольная,
Блаженство десятипудовых туш
Владетелей десяти тысяч душ?
В каком раю? чистилище? мучилище?
Костедробилище?
У радянську епоху найвідомішу книжку Е. Молоховець «Подарунок молодим господиням», адресовану переважно читачам із високим рівнем достатку, критикували за буржуазність і декадентство, аристократичний стиль та зневажливе ставлення до бідних верств трудового населення. У багатьох рецептах вона дбайливо рекомендувала віддавати прислузі побічні продукти приготування їжі.
У воєнні та повоєнні роки, коли в країні повсюдно спостерігалася нестача продуктів навіть першої необхідності та діяла карткова система, рецепти «буржуазних» делікатесів з книги Молоховець сприймалися як відверте знущання з голодуючого народу. На хвилі цих настроїв поет А. А. Тарковський 1957 року написав гнівний вірш «Олена Молоховець».

## Сім'я
Сини:
- Анатолій Францевич, надвірний радник, служив в Управлінні державних маєтностей Бакинської губернії та Дагестанської області в 1889—1892 роках, його син Володимир Анатолійович — офіцер флоту, герой Готландської битви, учасник Білого руху, помер від тифу в 1919 році.
- Леонід Францевич, генерал-майор Окремого корпусу жандармів, начальник В'ятського губернського жандармського управління, член штабу Петербурзького губернського жандармського управління.
- Костянтин Францевич, служив на флоті, загинув під час облоги Порт-Артура в Російсько-японській війні.